# 1. československá fotbalová liga 1969/1970
1. československá fotbalová liga 1969/1970 byla 39. sezónou nejvyšší československé ligy v mužském fotbale. Sezóna začala 12. srpna 1969 a skončila 6. května 1970. Mistrem se stal slovenský klub ŠK Slovan Bratislava. 

## Tabulka ligy
| Poř. | Tým                          | Z  | V  | R  | P  | VG | OG | B  |
| ---- | ---------------------------- | -- | -- | -- | -- | -- | -- | -- |
| 1.   | TJ Slovan ChZJD Bratislava   | 30 | 16 | 11 | 3  | 39 | 15 | 43 |
| 2.   | TJ Spartak TAZ Trnava        | 30 | 15 | 10 | 5  | 55 | 23 | 40 |
| 3.   | TJ Sparta ČKD Praha          | 30 | 15 | 8  | 7  | 40 | 25 | 38 |
| 4.   | TJ Inter Slovnaft Bratislava | 30 | 14 | 8  | 8  | 45 | 32 | 36 |
| 5.   | TJ Sklo Union Teplice        | 30 | 11 | 11 | 8  | 26 | 19 | 33 |
| 6.   | TJ Lokomotíva Košice         | 30 | 12 | 8  | 10 | 36 | 25 | 32 |
| 7.   | AS Dukla Praha               | 30 | 10 | 12 | 8  | 34 | 31 | 32 |
| 8.   | TJ VSS Košice                | 30 | 10 | 10 | 10 | 32 | 31 | 30 |
| 9.   | TJ Tatran Prešov             | 30 | 9  | 12 | 9  | 22 | 22 | 30 |
| 10.  | TJ Jednota Trenčín           | 30 | 8  | 11 | 11 | 35 | 29 | 27 |
| 11.  | TJ Baník Ostrava             | 30 | 7  | 12 | 11 | 26 | 32 | 26 |
| 12.  | TJ ZVL Žilina                | 30 | 9  | 8  | 13 | 34 | 42 | 26 |
| 13.  | TJ Slavia Praha              | 30 | 7  | 12 | 11 | 29 | 42 | 26 |
| 14.  | TJ Gottwaldov                | 30 | 8  | 7  | 15 | 28 | 45 | 23 |
| 15.  | TJ SONP Kladno               | 30 | 7  | 7  | 16 | 29 | 61 | 21 |
| 16.  | TJ Bohemians ČKD Praha       | 30 | 3  | 11 | 16 | 23 | 59 | 17 |

## Soupisky mužstev

### TJ Slovan ChZJD Bratislava
Alexander Vencel (30/0/19) –
Bohumil Bizoň (24/6),
Jozef Bognár (8/1),
Ján Čapkovič (29/7),
Jozef Čapkovič (29/0),
Jozef Fillo (16/1),
Jozef Határ (1/0),
Dušan Hlavenka (2/0),
Alexander Horváth (20/1),
Ivan Hrdlička (26/4),
Vladimír Hrivnák (29/0),
Rudolf Janček (3/0),
Karol Jokl (26/10),
Ladislav Móder (30/8),
Peter Mutkovič (11/0),
Anton Škorupa (21/0),
Ján Švehlík (1/0),
Ján Zlocha (19/0),
Ľudovít Zlocha (28/0) –
trenér Michal Vičan

### TJ Spartak TAZ Trnava
Josef Geryk (27/0/11),
Dušan Keketi (3/0/0),
František Kozinka (4/0/0) –
Jozef Adamec (27/16),
Vlastimil Bôžik (19/0),
Karol Dobiaš (12/0),
Alojz Fandel (5/0),
Adam Farkaš (8/1),
Vladimír Hagara (30/0),
Anton Hrušecký (29/5),
Stanislav Jarábek (22/0),
Ján Juska (12/5),
Dušan Kabát (25/3),
Ján Kolenič (1/0),
Peter Koštial (6/1),
Ladislav Kuna (29/6),
Kamil Majerník (27/0),
Stanislav Martinkovič (24/7),
Martin Pšurný (1/0),
Karol Ševčík (1/0),
Valerián Švec (23/7),
Peter Valentovič (4/0),
Vojtech Varadin (22/1),
Jozef Vittek (2/0) –
trenér Ján Hucko

### TJ Sparta ČKD Praha
Vladimír Brabec (6/0/3),
Antonín Kramerius (26/0/10) –
Josef Bouška (10/1),
Svatopluk Bouška (28/2),
Pavel Dyba (4/0),
František Gögh (22/2),
Pavol Hudcovský (12/0),
František Chovanec (29/2),
Jozef Jarabinský (23/5),
Josef Jurkanin (30/7),
Eduard Kessel (28/1),
Václav Mašek (4/0),
Václav Migas (29/0),
Tibor Semenďák (19/0),
Vladimír Táborský (17/0),
Jan Tenner (5/0),
Oldřich Urban (13/3),
Bohumil Veselý (29/5),
Ivan Voborník (13/3),
Václav Vrána (13/7),
Václav Zeman (5/2) –
trenér Milan Navara

### TJ Inter Slovnaft Bratislava
Peter Fülle (17/0/5),
Lóránt Majthényi (14/0/4) –
Alexander Bínovský (27/0),
Ivan Daňo (3/0),
Pavol Daučík (23/0),
Ottmar Deutsch (24/0),
Zoltán Gál (5/0),
Milan Hrica (17/0),
Jozef Jurčo (10/1),
Alexander Kovács (3/0),
Mikuláš Krnáč (19/9),
Jozef Levický (27/8),
Peter Luprich (20/0),
Anton Obložinský (30/2),
Ján Ondrášek (22/5),
Ladislav Petráš (25/8),
Ján Sladkovský (25/1),
Juraj Szikora (28/10),
Peter Šolin (25/0) –
trenér Ladislav Kačáni

### TJ Sklo Union Teplice
Jiří Sedláček (30/0/16) –
Ladislav Bártík (7/1),
Přemysl Bičovský (28/9),
Ján Gomola (30/3),
František Jílek (25/1),
Milan Kollár (26/1),
Zdeněk Koubek (17/0),
Jiří Novák (26/1),
Ján Rohacsek (10/1),
Jiří Setínský (8/0),
Rudolf Smetana (28/0),
Emil Stibor (21/0),
Pavel Stratil (22/4),
Ivan Študent (3/0),
František Vítů (28/0),
Jaroslav Vojta (23/1),
Vladimír Žalud (27/4) –
trenér Antonín Rýgr

### TJ Lokomotíva Košice
Ladislav Čumita (1/0/0),
Anton Flešár (30/0/13) –
Ján Bodnár (7/0),
Štefan Boroš (7/0),
Gejza Farkaš (30/8),
Štefan Gajdoš (1/0),
Štefan Gyurek (22/2),
Vladimír Hric (29/2),
Ondrej Ištók (27/0),
Ondrej Knap (28/0),
Ján Luža (17/0),
Jozef Móder (28/11),
Milan Mravec (3/0),
Pavol Mycio (10/0),
Pavol Ondo (29/10),
Jozef Petrán (1/0),
Rudolf Pšurný (30/0),
Ján Šlosiarik (30/1),
Milan Urban (29/0) –
trenér Milan Moravec

### AS Dukla Praha
Karel Studený (2/0/0),
Ivo Viktor (29/0/13) –
Jaroslav Bendl (27/1),
Jan Brumovský (8/1),
Jiří Čadek (27/0),
Karel Dvořák (8/0),
Milan Dvořák (15/0),
Jan Friml (1/0),
Jiří Gatnar (1/0),
Ján Geleta (25/2),
Milan Hudec (29/11),
Vladimír Kocourek (16/0),
Ladislav Kurucz (9/0),
Viliam Laššo (12/1),
Ernest Malaszký (3/0),
Jaroslav Melichar (12/2),
Josef Nedorost (24/5),
Ivan Novák (21/0),
Václav Samek (30/3),
Jozef Suchánek (10/1),
Jaroslav Šišolák (1/0),
Stanislav Štrunc (27/5),
Miroslav Vojkůvka (21/1) –
trenéři Václav Pavlis (1.–4. kolo) a Jaroslav Vejvoda (5.–30. kolo)

### TJ VSS Košice
Anton Švajlen (30/0/16) –
Jozef Bomba (25/0),
Jaroslav Boroš (28/2),
Andrej Daňko (26/2),
Jozef Desiatnik (30/3),
Jaroslav Dojčák (28/5),
František Hoholko (28/2),
Matej Jacina (1/0),
Juraj Kiš (9/2),
František Králka (12/0),
Ján Pivarník (27/1),
Jaroslav Pollák (29/2),
Ján Strausz (26/11),
Ondrej Szeleš (6/0),
Juraj Šomoši (5/1),
Jozef Štafura (28/1),
Ladislav Štovčík (14/0) –
trenér Štefan Jačiansky (1.–17. kolo) a Jozef Vengloš (18.–30. kolo)

### TJ Tatran Prešov
Jaroslav Červeňan (29/0/16),
Július Holeš (2/0/0),
Jozef Kontír (1/0/0) –
Pavol Bakalár (1/0),
Ladislav Balent (20/1),
Ján Balogh (26/5),
Jozef Bubenko (1/0),
Eduard Čabala (30/0),
Juraj Husár (25/0),
Juraj Jenčík (29/2),
Jozef Mačupa (28/0),
Jozef Majerník (13/0),
Štefan Meľuch (8/0),
Ľudovít Mikloš (23/2),
Peter Molnár (16/0),
Igor Novák (7/0),
Vladimír Onufrák (22/5),
Milan Pasierb (14/1),
Marián Semančík (1/0)
Miroslav Sopko (7/0),
Ľudovít Štefan (18/1),
Tibor Takács (19/0),
Ján Turčányi (29/4),
Jozef Vaľko (1/0),
Zdenko Velecký (8/0) –
trenér Jozef Karel

### TJ Jednota Trenčín
Vojtech Oravec (9/0/3),
Tibor Rihošek (23/0/6) –
Milan Albrecht (30/8),
Vít Bagin (8/1),
Dušan Bartovič (30/2),
Stanislav Benca (9/2),
Jaroslav Benedik (8/2),
Miroslav Čemez (23/0),
Štefan Hojsík (26/2),
Jaroslav Jambor (1/0),
Tibor Jančula (16/4),
Emil Jankech (3/0),
Michal Janovský (16/0),
Vladimír Mojžiš (27/0),
Alexander Nagy (28/9),
Milan Navrátil (11/2),
Anton Pokorný (30/0),
Juraj Řádek (18/1),
Ferdinand Schwarz (23/1),
František Urvay (28/0) –
trenér Karol Borhy

### TJ Baník Ostrava
Zdeněk Mandík (5/0/1),
František Schmucker (29/0/11) –
Alfréd Barsch (4/0),
Valerián Bartalský (16/4),
František Dokulil (1/0),
Erich Duda (1/0),
Rudolf Gužík (9/0),
Jozef Haspra (5/0),
Jozef Határ (13/0),
Karel Herot (28/0),
František Huml (13/0),
Miroslav Jirousek (7/1),
Karel Jünger (13/0),
Jiří Klement (11/6),
Jan Kniezek (14/0),
Josef Kolečko (18/5),
Jiří Korta (13/1),
Petr Křižák (5/1),
Tomáš Mazaník (7/0),
Miroslav Mička (21/1),
Ladislav Michalík (29/2),
Lumír Mochel (15/1),
Ladislav Mžyk (1/0),
Bohumil Píšek (23/0),
František Piwowarski (1/0),
Milan Poštulka (13/1),
Rostislav Sionko (19/2),
Jiří Večerek (30/1),
Karel Weiss (11/0),
Jan Zemánek (3/0) –
trenér Jiří Rubáš

### TJ ZVL Žilina
František Plach (18/0/7),
František Smak (16/0/2) –
Jozef Beleš (4/0),
Milan Ďubek (6/0),
Eduard Gáborík (24/0),
Jozef Gargulák (23/1),
Ernest Goljan (22/7),
Tibor Chobot (23/4),
Ján Kirth (29/1),
Miroslav Panuška (1/0),
Štefan Pažický (27/3),
Rudolf Podolák (30/1),
Štefan Slezák (29/9),
Milan Staškovan (30/0),
Jozef Štolfa (1/0),
Karol Šulgan (14/0),
Štefan Švec (3/0),
Imrich Tobiáš (6/0),
Štefan Tománek (28/2),
Jozef Zigo (30/5) –
trenér Ján Klučiar

### TJ Slavia Praha
Miroslav Stárek (24/0/5),
František Zlámal (10/0/3) –
Emil Hamar (27/3),
Dušan Herda (27/7),
Julius Kantor (20/4),
František Knebort (26/3),
Karel Knesl (18/0),
Zdeněk Konečný (24/2),
Ivan Kopecký (23/1),
Jaroslav Kravárik (24/4),
Josef Linhart (25/0),
Ján Luža (5/0),
Jan Mareš (27/1),
Bohumil Smolík (25/0),
Jaroslav Šimek (16/0),
Bedřich Tesař (19/0),
Miloš Tolar (1/0),
František Veselý (29/4) –
trenéři Jiří Nedvídek (1.–7. kolo) a Josef Forejt (8.–30. kolo)

### TJ Gottwaldov
Václav Hastík (12/0/1),
Antonín Jurásek (24/0/5) –
Petr Březík (8/0),
Petr Bůžek (14/0),
Jaroslav Jugas (30/1),
Antonín Juran (30/6),
Jan Klimeš (27/0),
Stanislav Krajča (8/0),
Vlastimil Kučera (29/2),
Alois Lokaj (22/4),
Alexandr Malits (25/7),
Zdeněk Nehoda (27/5),
Josef Němec (13/0),
Vojtěch Onda (26/0),
Vladimír Petřík (26/0),
Jiří Tichý (6/0),
Ján Urban (13/2),
Oldřich Zakopal (27/0),
Rudolf Zavadil (6/1) –
trenér Matěj Bekeský

### TJ SONP Kladno
Miroslav Libovický (2/0/0),
Jiří Němeček (3/0/0),
Václav Šreier (28/0/8) –
Lubomír Adelt (24/0),
Oldřich Barták (23/2),
Jaroslav Bartoš (13/1),
Jaroslav Bayer (1/0),
Václav Feřtek (25/4),
Zdeněk Holoubek (11/0),
Jiří Hůla (30/0),
Rudolf Jíša (10/1),
Vladimír Kára (24/3),
Jiří Klabouch (2/0),
Václav Kořínek (25/1),
Bohuslav Kouba (29/1),
Karel Nešvera (13/0),
Jaroslav Pospíšil (11/0),
Vladimír Poupa (28/5),
Svatopluk Přikryl (3/0),
František Smolík (28/10),
Jiří Škvára (30/0),
Petr Žemlík (8/1) –
trenéři Karel Sklenička (1.–15. kolo) a Antonín Šolc (16.–30. kolo)

### TJ Bohemians ČKD Praha
Josef Bláha (2/0/1),
František Kozinka (13/0/5),
Josef Ledecký (17/0/2) –
Jan Bouda (13/1),
Bohumil Cajthaml (3/0),
Pavel Dyba (8/0),
Adam Farkaš (11/1),
Jaroslav Findejs (28/2),
Václav Horák (2/0),
Štefan Ivančík (27/3),
Jan Jarkovský (27/7),
Josef Kolman (20/2),
Miroslav Linhart (4/0),
Antonín Měchura (4/0),
Květoslav Novák (15/1),
Petr Packert (27/0),
Antonín Panenka (21/3),
František Růžička (23/0),
Štefan Šándor (9/2),
František Šnýr (6/0),
Miroslav Valent (28/0),
Josef Vejvoda (26/2),
Josef Vejvoda (17/0),
Oldřich Vojáček (5/0) –
trenér Svatopluk Pluskal